# Geophila macropoda
Geophila macropoda är en måreväxtart som först beskrevs av Hipólito Ruiz López och Pav., och fick sitt nu gällande namn av Dc.. Geophila macropoda ingår i släktet Geophila och familjen måreväxter. Inga underarter finns listade i Catalogue of Life.